# Limba spaniolă
Limba spaniolă (español), numită uneori și limba castiliană (castellano), este o limbă romanică din subgrupul iberic. Este una dintre cele șase limbi oficiale ale Organizației Națiunilor Unite.
Spaniola se situează pe locul întâi ca cea mai vorbită limbă în lume conform numărului vorbitorilor care o au ca limbă maternă, fiind precedată doar de chineza mandarină. O vorbesc ca prima și a doua limbă între 450 și 500 milioane de persoane.
Spaniola ocupă, de asemenea, locul doi în topul celor mai studiate limbi din lume, fiind învățată de cel puțin 14 milioane de studenți. Conform altor surse, acest număr depășește 46 de milioane de studenți distribuiți în 90 de țări.
Atât spaniola, cât și alte limbi romanice, reprezintă o continuare modernă a latinei vulgare, limbă care a fost vorbită împreună cu latina cultă în fostul Imperiu Roman și care a pus bazele tuturor limbilor romanice moderne. Datorită propagării sale în America, spaniola este limba neolatină care a cunoscut cea mai largă răspândire în lume.

## Origine și nume

### Primele influențe ale limbii spaniole ( înainte de apariția limbii latine )
Datele istorice ne arată că la începutul primului mileniu î.Hr. peninsula Iberică era ocupată de popoare ce se diferențiau în funcție de limbile vorbite. De aceea, în secolul 9 î.Hr. erau:
- celții în zona de nord-vest si interiorul peninsulei
- tartisienii în sud-vest
- lusitanii în vest
- ibericii situați pe coasta mediteraneană

De asemeni, în afara de aceste popoare, descoperirile arheologice relatează existența unor colonii grecești. Acestea au fost descoperite pe coasta de sud-est a peninsulei. Grecii au influențat lingvistic evoluția acestei zone. Numele Iberia vine din limba greaca de la termenul „Iber”. 
Limba Proto-Bască este predecesorul limbii basce. Această limbă a fost vorbita in vestul munților Pirinei și se aseamănă extrem de mult cu limba aquitaniană. Prima persoană care a abordat schimbările lingvistice istorice asupra limbii bașce a fost Koldo Mitxelena.
Limba proto-bască ce a stat la baza formării limbii bașce a influențat extrem de mult limba spaniola. Schimbarea de la latinul „f-” la pronunția spaniolă „h-„, a fost atribuita în mare parte influenței bașce și proto-bașce.
Limbile Celtiberiană și Gallaeciană fac parte din grupul de limbi celtice continentale. Modul în care limba celtiberiană a influențat limba spaniolă este vizibilă prin exprimarea consoanelor fără voce, precum și elierea consoanelor vocale. 
Exemple de cuvinte preluate din limba celtiberiană:
- „sulita” – lanza ( Celtiberiană ) – lanza ( spaniolă )
- „realizare” – logroño ( Celtiberiană ) – logroño ( spaniolă )
- „vrajitoare” – bruja ( Celtiberiană ) – bruja ( spaniolă )

### Influența majoră a limbii latine asupra limbii spaniole
Spaniola s-a dezvoltat din dialectul latin vorbit în zonele limitrofe dintre Cantabria, Burgos, La Rioja și Álava, provinciile de nord din actuala Spanie, devenind cel mai popular idiom al Regatului Castiliei (latina a fost o limbă oficială). De aici vine și numele original al dialectului, castellano, care face o referință la zona geografică de unde provine limba. Celălalt nume, español, vine de la Hispaniolus din latina medievală, mai precis din forma sa corectă Spaniolus. Ramón Menéndez Pidal oferă altă explicație etimologică. Cuvintelor clasice hispanus și hispanicus li se atașau în latina vulgară sufixul -one (cf. în spaniolă: bretón, borgoñón, în franceză wallon etc.), astfel cuvântul hispanione s-a schimbat în españón, și apoi în español. Acest cuvânt a fost apoi împrumutat de către alte limbi romanice (cf. catalană espanyol, franceză espagnol, italiană spagnolo, occitană espanhòu, portugheză espanhol, română spaniol).
Evenimentele istorice, socio-economice și folosirea spaniolei ca limbă de schimb au permis acesteia să devină lingua franca în Peninsula Iberică, însă aceste fapte n-au dus la dispariția altor limbi vorbite acolo. Se estimează că în a doua jumătate a secolului XVI 80% din locuitorii Spaniei vorbeau spaniola.

### Spaniola modernă
În timpul epocii colonizărilor, Spania era o putere globală și era una dintre cele mai puternice națiuni pe mare, cu o flotă enormă și un sistem de rețele comerciale navale extrem de bine pus la punct. Acest fapt a ajutat mult în răspândirea limbii spaniole în Lumea Nouă, deoarece un număr impresionant de exploratori, căutători de aur, coloniști sau aventurieri spanioli au năvălit spre Vest, spre noile pământuri descoperite. Efectul acestei mișcări masive de coloniști poate fi văzut astăzi, când majoritatea țărilor din America de Sud și America Centrală la fel ca și cele din Caraibe au spaniola ca limbă oficială.

### Dispută de nume
Conform dicționarului normativ, publicat de către Academia Regală Spaniolă, și Dicționarului Panhispanic de Chestiuni, aprobat de 22 academii de limbă spaniolă ca normativ, numele español și castellano sunt sinonime, ambele fiind acceptate. Asociația Academiilor Limbii Spaniole, care întrunește toate academiile de limbă spaniolă din țările hispanofone, recomandă numele español spre a fi folosit, în general, în alte limbi naționale (cf. germană Spanisch, engleză Spanish, poloneză hiszpański, rusă испанский).

## Clasificare și limbi înrudite
Spaniola face parte din subgrupul ibero-romanic al limbilor romanice. Are multe în comun cu limbile aragoneză, asturiană, catalană, galiciană și portugheză. Spaniolii se pot înțelege și cu vorbitorii limbii italiene, fără a cunoaște italiana. Limba ladino, vorbită de către sefarzi, este de fapt castiliana medievală, influențată de turcă și ebraică. Fiind o limbă romanică găsim multe similitudini cu limba română, foarte mulți cetățeni români care au emigrat în Spania după 1989 îmbrățișând cu ușurință limba spaniolă. Acesta este unul din motivele pentru care densitatea traducerilor din/în limba spaniolă pe teritoriul României, precum și a interpretariatelor simultane sau consecutive din/în limba spaniolă este foarte crescută.
Matteo Bartoli, un lingvist italian, și Valeriu Rusu au clasificat-o, împreună cu alte limbi ibero-romanice și romanice orientale, ca limbă conservativă, care a păstrat multe cuvinte devenite arhaice în alte limbi romanice. Tabelul de mai jos indică câteva similarități:
| Limbi conservative | Limbi conservative | Latină   | Limbi inovative | Limbi inovative | Latină  |
| Spaniolă           | Română             | Latină   | Italiană        | Franceză        | Latină  |
| ------------------ | ------------------ | -------- | --------------- | --------------- | ------- |
| día                | zi                 | DIES     | giorno          | jour            | DIVRNVM |
| hermoso            | frumos             | FORMOSVS | bello           | beau            | BELLVS  |
| más                | mai                | MAGIS    | più             | plus            | PLVS    |
| mesa               | masă               | MENSA    | tavola          | table           | TABVLA  |
| poner              | pune(re)           | PONERE   | mettere         | mettre          | MITTERE |

## Istorie

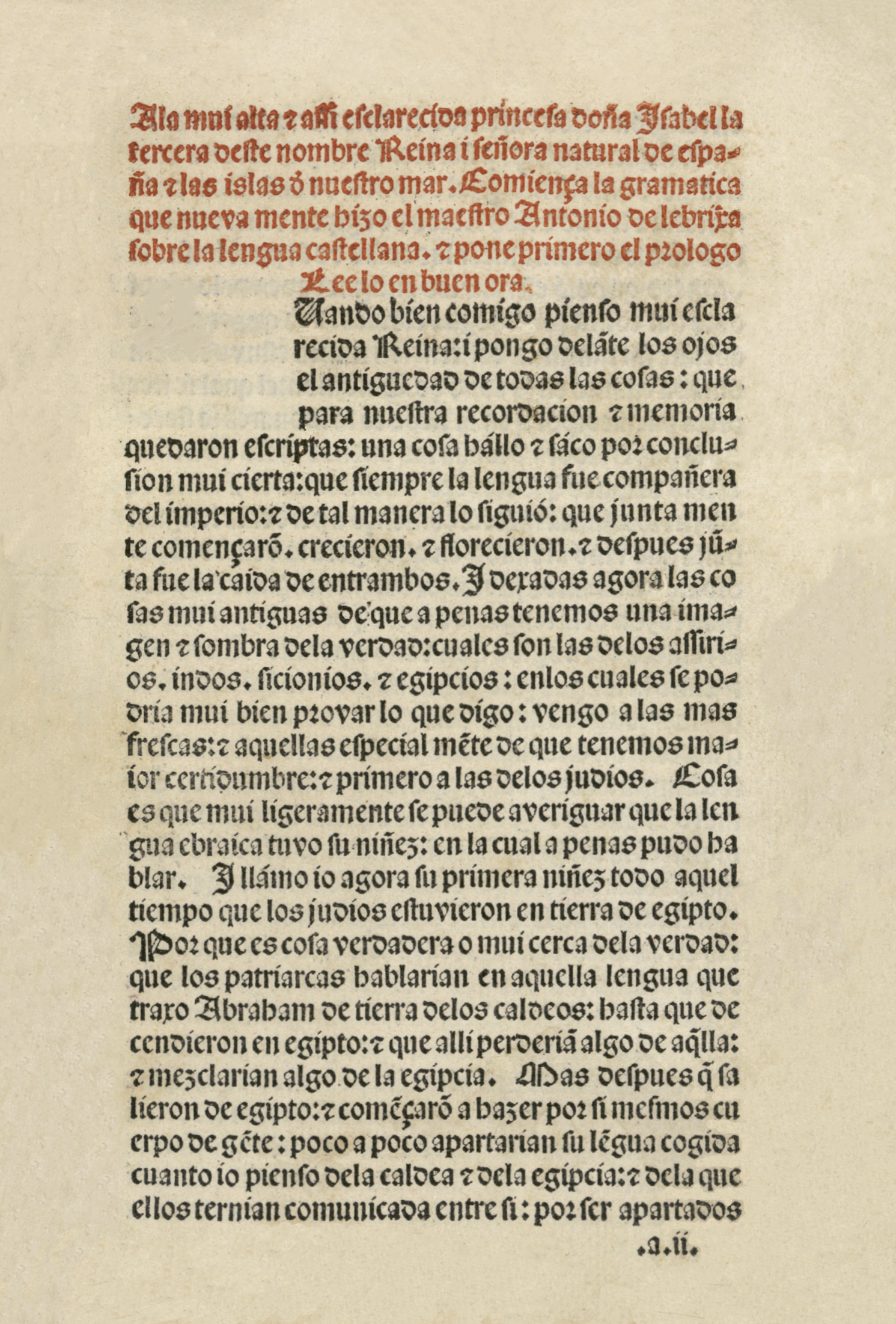
Pagină din Gramática castellana lui Antonio de Nebrija

Istoria limbii spaniole începe cu dialectele iberice ale latinei vulgare, limbă vorbită de populația Imperiului Roman. Variantele vorbite în Spania nordică de astăzi au pus bazele dezvoltării ulterioare a limbii. După căderea Imperiului Roman de Apus în secolul V, influența latinei clasice asupra poporului a fost succesiv redusă. Latina vorbită pe vremea aceea reprezenta o mixtură a varietăților romanice hispanice, între care era și castiliana veche. În secolul VIII, invazia musulmană în peninsula Iberică duce la formarea celor două zone de latinitate: Al-Andalus (Andaluzia contemporană), unde se utilizau dialecte romanice cunoscute sub denumirea de „limba mozarabă”, aflată sub influența puternică a limbilor invadatorilor: arabei și berberei, și zona nordică, unde s-au format regatele creștine, iar din dialecte romanice s-au dezvoltat aparte de castiliană și alte limbi romanice moderne: limbile catalană, aragoneză, astur-leoneză și galiciano-portugheză.
Castiliana primitivă a derivat din latină în comitatul medieval al Castiliei și se afla sub influența limbilor bască și vizigotă. Cele mai vechi texte în spaniolă sunt Glosas Emilianenses („Glosele Emiliane”), ce s-au păstrat în Mănăstirea Yuso aflată în San Millán de la Cogolla, La Rioja, Spania. Această localitate era considerată ca fiind un centru cultural medieval.
Spaniola s-a extins la sudul peninsulei datorită Reconquistei și uniunilor regatelor creștine (uniunea Castiliei și Leónului, Castiliei și Aragonului și apoi formarea statului spaniol). În secolul XV, în timpul procesului de unificare a Spaniei, Antonio de Nebrija a publicat Gramática della lengua castellana. Acesta este primul tratat al gramaticii limbii spanille și în genere al unei limbi vulgare europene. Colonizarea și cucerirea Americii a permis expansiunea limbii spre cea mai mare parte a continentului american.
În prezent limba spaniolă este una dintre cele mai vorbite și populare limbi ale lumii și cea mai folosită limbă romanică. Este utilizată în Organizația Națiunilor Unite, Uniunea Europeană și, ca limbă oficială, în Uniunea Latină. Numărul vorbitorilor crește repede dat fiind faptul că stă pe locul doi ca cea mai studiată limbă din lume, precedată doar de limba engleză.

## Distribuție geografică
| Țară                                           | Vorbitori L1 | Vorbitori L2 | Ref.    |
| În lume                                        | În lume      | În lume      | În lume |
| ---------------------------------------------- | ------------ | ------------ | ------- |
|                                                | 426.515.910  | 91.308.400   |         |
| Spaniola ca limbă oficială sau limbă națională |              |              |         |
| Mexic                                          | 109.000.000  | 7.460.000    |         |
| Columbia                                       | 46.600.000   | 94.200       |         |
| Argentina                                      | 40.300.000   | 1.070.000    |         |
| Spania                                         | 38.400.000   | 7.490.000    |         |
| Venezuela                                      | 29.100.000   | 694.000      |         |
| Peru                                           | 24.300.000   | 2.070.000    |         |
| Chile                                          | 15.800.000   | 1.630.000    |         |
| Ecuador                                        | 14.700.000   | 805.000      |         |
| Cuba                                           | 11.200.000   |              |         |
| Guatemala                                      | 9.750.000    | 3.271.000    |         |
| Republica Dominicană                           | 9.240.000    | 61.500       |         |
| Honduras                                       | 7.980.000    | 148.000      |         |
| El Salvador                                    | 6.270.000    | 500          |         |
| Nicaragua                                      | 5.310.000    | 578.000      |         |
| Bolivia                                        | 4.450.000    | 4.930.000    |         |
| Costa Rica                                     | 4.440.000    | 89.600       |         |
| Puerto Rico                                    | 3.490.000    | 136.000      |         |
| Uruguay                                        | 3.270.000    | 77.800       |         |
| Panama                                         | 2.880.000    | 524.000      |         |
| Paraguay                                       | 387.000      | 4.250.000    |         |
| Guineea Ecuatorială                            |              | 685.000      |         |
| Limbă de uz comun                              |              |              |         |
| Statele Unite                                  | 37.000.000   | 15.000.000   |         |
| Franța                                         | 452.000      | 8.400.000    |         |
| Belize                                         | 174.000      | 22.000       |         |
| Andorra                                        | 27.600       | 21.600       |         |
| Gibraltar                                      | 14.400       |              |         |
| Maroc                                          | 6.590        | 3.410.000    |         |
| Curaçao                                        | 5.700        |              |         |
| Trinidad și Tobago                             | 4.100        | 61.800       |         |
| Filipine                                       | 2.660        | 2.560.000    |         |
| Bonaire                                        | 1.270        |              |         |
| Sint Eustatius                                 | 130          |              |         |
| Saba                                           | 70           |              |         |

Spaniola este una dintre limbile oficiale ale Uniunii Europene, Organizației Statelor Ibero-Americane, Organizației Statelor Americane, Organizației Națiunilor Unite, Mercosur-ului și Statelor Andine.

### Europa
Țară nativă
     Mai mult de 8,99%
     Între 4% și 8,99%
     Între 1% și 3,99%
     Mai puțin de 1%

Cunoașterea limbii spaniole în Uniunea Europeană în 2006
Țară nativă
Mai mult de 8,99%
Între 4% și 8,99%
Între 1% și 3,99%
Mai puțin de 1%

Spaniola este limbă oficială în Spania, țara de la care și-a moștenit numele și unde s-a dezvoltat. În Spania, spaniola se vorbește cu excepția: a) regiunii de nord-est (Catalonia, Valencia, Insulele Baleare), unde se vorbește catalana de aproximativ 4,5 milioane de vorbitori; b) regiunii de nord – cele patru provincii basce (Álava, Guipúzcoa, Navarra, Vizcaya) cu aproximativ 700.000 de vorbitori; c) regiunii de nord-vest – Galicia – unde se vorbește galiciana de către 2,5 milioane de oameni (centre mai importante: A Coruña, Lugo, Ourense, Pontevedra); d) regiunii Val d'Aran – unde se vorbește o varietate a gasconei (devenită din 1990 limba oficială a văii).
Rămâne în uz și în Gibraltar, dar acolo doar limba engleză este folosită oficial. Limba spaniolă este la fel vorbită (neoficial) în Andorra, unde doar limba catalană se bucură de statutul de limbă statală. Este și una dintre cele 24 de limbi oficiale ale Uniunii Europene. Există comunități vorbitoare de spaniolă și în alte state europene: Elveția, unde castiliana este cea mai vorbită limbă minoritară, Regatul Unit, Franța, unde castiliana este cea mai des folosită limbă în afară de franceză, și Germania.

### America
Majoritatea vorbitorilor limbii spaniole locuiesc în America Latină. Dintre țările cu cel mai ridicat număr al hispanofonilor, doar Spania nu se află în America. Țările cu cea mai mare populație hispanofonă sunt Mexic și Columbia, ambele amplasate pe acest continent. La nivel național, spaniola este oficială în Argentina, Bolivia, Chile, Columbia, Costa Rica, Cuba, Ecuador, El Salvador, Guatemala, Honduras, Mexic, Nicaragua, Panama, Paraguay, Peru, Republica Dominicană, Uruguay și Venezuela. De asemenea, este oficială în regiunea dependentă față de Statele Unite, Puerto Rico, alături de limba engleză.
Spaniola nu este recunoscută oficială în fosta colonie britanică Belize, dar, conform recensământului din 2000, 52,1% dintre locuitori cunosc și vorbesc spaniola la un nivel avansat. Limba este păstrată datorită urmașilor colonizatorilor spanioli, care au rămas în regiune din secolul XVII. Totuși, engleza este cea care se bucură de statutul de limbă oficială unică a țării.
Spaniola a devenit din ce în ce mai importantă în Brazilia datorită proximității și schimbului comercial între acest stat și vecinii săi hispanofoni, mai ales datorită intrării în componența grupării politice Mercosur. În 2005, Congresul Național al Braziliei aprobă un act, acceptat apoi și de către Președinte, care a făcut limba spaniolă disciplină școlară în licee. De asemenea, de-a lungul frontierei între Brazilia și Uruguay, este vorbită limba creolă, numită aici „portuñol”.
În Haiti, limba franceză este una dintre două limbi oficiale, cu toate că o vorbesc doar 10% din populație. Majoritatea haitienilor vorbesc creola, care de asemenea este oficială. Creola este bazată pe franceză și unele limbi africane, dar a fost profund influențată și de spaniolă. Deși spaniola în sine nu este oficială, ea este vorbită de către cea mai mare parte a populației, în special cea care locuiește lângă frontiera cu Republica Dominicană.
Trinidad și Tobago au fost colonizate pentru prima dată de către spanioli în 1498. Deși mai târziu ambele insule au ajuns sub dominația engleză, populația locală a păstrat limba primilor colonizatori. Fiindcă Trinidad se află în apropierea coastelor nordice ale Americii de Sud, rămâne influențat de vecinii săi hispanofoni. Recensământul recent a dovedit că mai mult de 1.500 de locuitori vorbesc spaniola.

Distribuția limbii spaniole în Statele Unite în 2008. Nuanțele de verde mai închis indică regiuni cu populații hispanofone mai numeroase.

În Statele Unite ale Americii, conform recensământului din 2006, 44,3 de milioane de locuitori sunt de origine spaniolă sau hispanică. 34 de milioane sau 12,2% a populației cu vârsta mai mare de cinci ani folosesc spaniola în uzul familial. Spaniola a avut o istorie lungă în Statele Unite, pentru că multe state din sud-vestul țării (de exemplu Texas sau California) erau parțial colonii spaniole, iar acum este în curs de revitalizare datorită migrației umane din America Latină. Este cea mai studiată limbă străină în școlile Statelor Unite. Deși Statele Unite ale Americii nu au desemnat nicio limbă drept oficială, spaniola este recunoscută formal la nivel statal în New Mexico, unde este vorbită de către 30% de locuitori, și rămâne limba principală în Puerto Rico. În speță, SUA ocupă poziția a cincea pe lista țărilor cu cea mai numeroasă populație hispanofonă din lume.

### Filipine

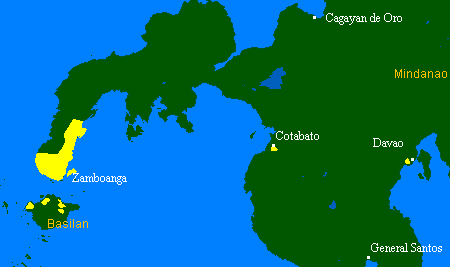
Distribuția vorbitorilor de chavacano în Mindanao, Filipine

Deși spaniola a fost limbă oficială a Filipinelor, nu era niciodată vorbită de către majoritatea populației. Importanța sa s-a diminuat la începutul secolului XX după ocuparea insulelor de către Statele Unite. Introducerea limbii engleze în sistemul filipinez de guvernare a dus la utilizarea mai redusă a limbii spaniole și, în consecință, pierderea statutului de limbă oficială în 1987. Președintele Filipinelor, Gloria Macapagal Arroyo, anunță în 2007 că spaniola va deveni încă o dată un obiect de studiu obligatoriu. Acesta nu înseamnă însă că spaniolă va redeveni limba oficială a insulelor. Rămâne însă o limbă auxiliară. Conform recensământului din 1990, în Filipine trăiau 2.658 de vorbitori nativi ai limbii castiliene. Date legate de populația hispanofonă actualmente sunt indisponsibile pentru că nu au apărut în recensămintele din 1995 și 2000.
Conform recensământului din 2000, 600.000 de locuitori ai Filipinelor vorbesc limba chavacano, o varietate a creolei spaniole. De asemenea, multe limbi native ale insulelor conțin împrumuturi din spaniolă datorită influenței europene și mexicane în perioada colonizării.

### Alte părți ale lumii
În Africa, spaniola este o limbă oficială a comunității autonome Insulele Canare și a orașelor autonome Ceuta și Melilla. Este oficială și în Sahara Occidentală (împreună cu limba arabă), recunoscută de către ONU, și în Guineea Ecuatorială (împreună cu limbile franceză și portugheză).
În Oceania, spaniola este vorbită pe Insula Paștelui, o posesiune teritorială a Chile.

## Variante
Utilizare pe scară largă în formă orală și scrisă
     Utilizare orală, însă nu și scrisă
     Voseo coexistă cu tuteo
     Țară hispanofonă fără voseo

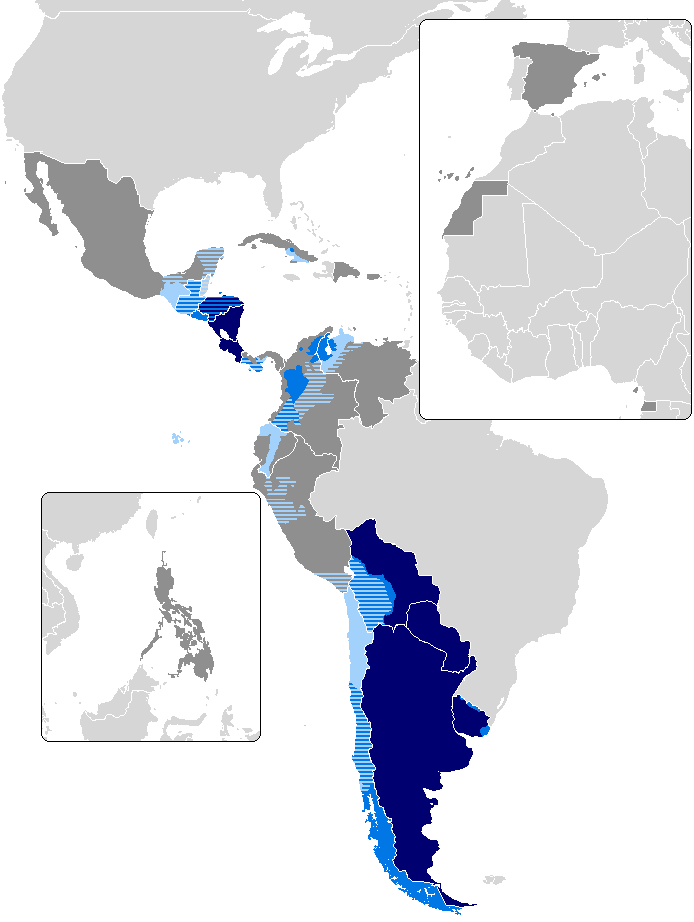
Harta țărilor în care apare fenomenul voseo
Utilizare pe scară largă în formă orală și scrisă
Utilizare orală, însă nu și scrisă
Voseo coexistă cu tuteo
Țară hispanofonă fără voseo

Există câteva diferențe importante între dialectele limbii spaniole folosite atât în Spania cât și în America Latină. În Spania se consideră comună pronunția castiliană conform standardului național, iar folosirea laísmo (o tendință de a pune un pronume de complement direct la în locul celui de complement indirect le) este dezaprobată.
Spaniola are trei pronume de persoana a II-a la singular: tú, usted și vos. În general, tú și vos sunt neformale, dar folosirea lor depinde de țară – în Spania utilizarea pronumelui vos este limitată la liturghie, iar în Argentina tú este cosiderat arhaic. Usted (derivat din vuestra merced, ce justifică abrevierea vd.) este forma cea mai formală și folosită pentru a arăta respectul față de interlocutor.
Multe dialecte ale limbii spaniole se disting datorită unora dintre următoarele caracteristici:
- ceceo – lipsă de distincție între fonemele /θ/ și /s/, cu /θ/ fiind sunet utilizat în locul ambelor. Ceceo poate fi întâlnit aproape numai în Andaluzia.
- distinción – distincție clară între fonemele /θ/ și /s/. Aparține variantei standard a limbii spaniole.
- lleísmo – lipsă de distincție între fonemele /ʎ/ și /ʝ/, cu /ʎ/ fiind sunet utilizat în locul ambelor.
- seseo – lipsă de distincție între fonemele /θ/ și /s/, cu /s/ fiind sunet utilizat în locul ambelor. Seseo este tipic pentru America Latină și dialectul insulelor Canare.
- sheísmo – înlocuirea fonemelor /ʎ/ și /ʝ/ cu /ʃ/.
- voseo – folosirea pronumelui vos în loc de tú, care are loc în principiu în Argentina, Chile și Uruguay, dar devine populară și în America Centrală.
- yeísmo – lipsă de distincție între fonemele /ʎ/ și /ʝ/, cu /ʝ/ fiind sunet utilizat în locul ambelor.
- zheísmo – înlocuirea fonemelor /ʎ/ și /ʝ/ cu /ʒ/.

### Iudeo-spaniola

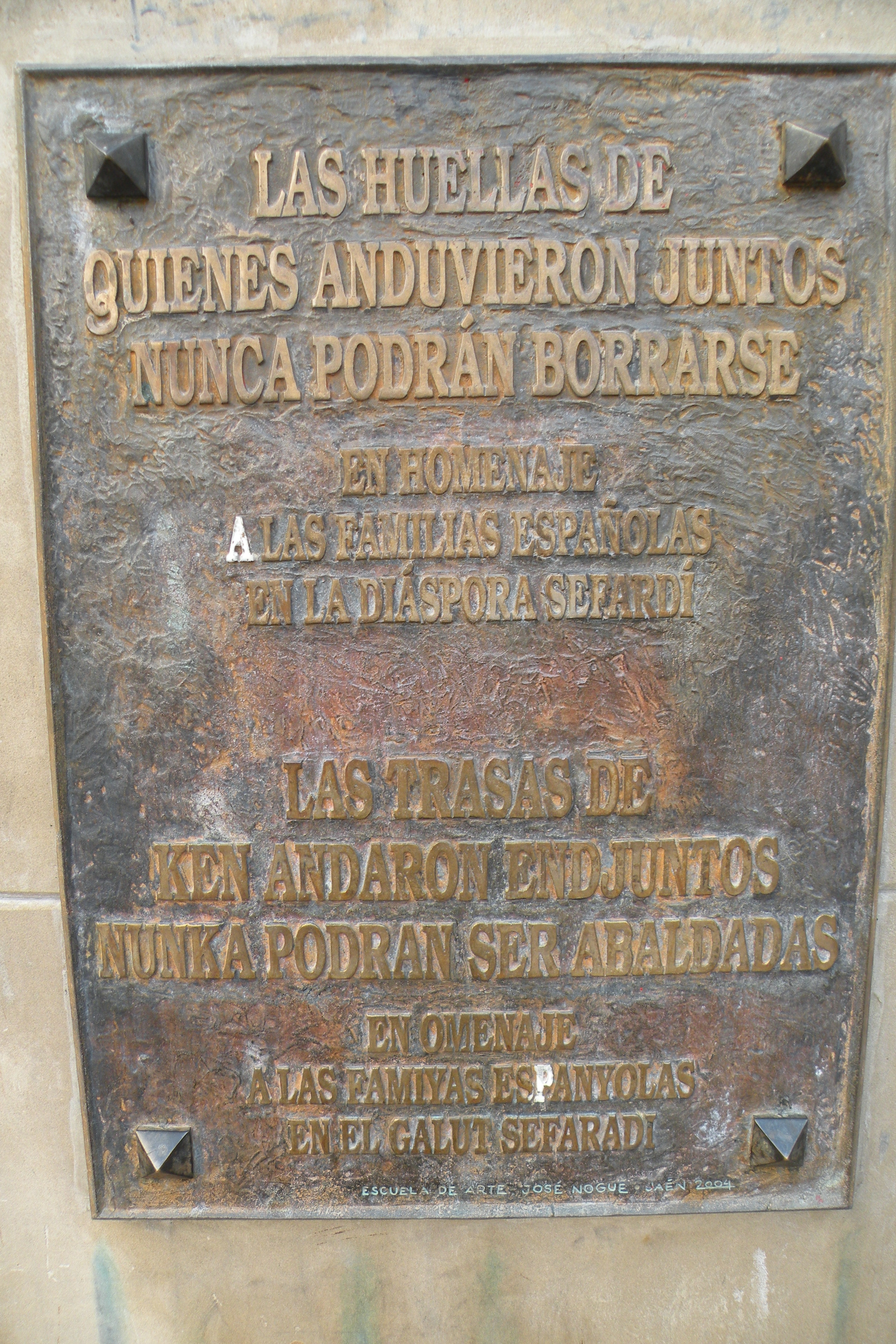
Inscripție în spaniola standard și în iudeo-spaniolă în Jaén, Andaluzia

Este limba evreilor alungați din Spania la sfârșitul secolului al XV-lea, după terminarea Reconquistei (1492). Aceștia au primit adăpost în Imperiul Otoman (Egipt, Siria, Maroc, Turcia, Grecia, Bulgaria), în Italia (s-au așezat la Veneția, Napoli, Roma, Livorno, Ferrara), în sudul Germaniei. Iudeo-spaniola mai este numită și sefardis, după numele „Sefar” dat de evrei Spaniei. Idiomul vorbit de descendenții evreilor spanioli poartă diferite denumiri – hakatiya în Maroc, titauni în Algeria, djudezmo în Levant. Sefardis nu trebuie confundat cu ladino. Ladino este numele dat unei limbi mai arhaice, a rabinilor care au folosit-o pentru a traduce în castiliană textele biblice ebraice. Sefardis este foarte importantă pentru studierea spaniolei, pentru că păstrează multe din trăsăturile spaniolei secolului al XV-lea.

### Papiamento
Se vorbește într-un singur punct pe glob, în Antilele Olandeze. Are o gramatică portugheză și lexic spaniol. Este, după unii, descendenta primilor conchistadori; după alții este o creolă.

### Creolele spaniole
Se știe că o limbă creolă este o limbă simplificată, bazată pe o sintaxă indigenă și cu lexic al limbii cuceritoare. Există creole spaniole în Cuba; se vorbesc mai multe creole în Filipine.

## Sistem de scriere
Spaniola folosește alfabetul latin îmbogățit cu litera ñ (eñe, care reprezintă fonemul /ɲ/) și digramele ch (reprezentează fonemul /tʃ/) și ll (reprezintă fonemul /ʎ/). Totuși, digrama rr, care reprezintă fonemul /r/, nu este considerat parte a alfabetului. Astfel, alfabetul tradițional spaniol conține 28 semne (30 cu k și w, care apar doar în cuvintele împrumutate).
În timpul celui de-al IX-lea Congres al Asociației Academiilor Limbii Spaniole în 1994, se acordă adaptarea unui alfabet latin universal, în care ch și ll nu sunt litere independente. Totuși, această reformă afectează doar procesul de ordonare alfabetică a cuvintelor, nu compoziția alfabetului. Astfel, digrafele ch și ll încă fac parte din acesta.
Spaniola folosește accentul ascuțit pentru a marca un loc de punere a accentului când el nu este de acord cu reguli. Fiecare semn care aparține vocalei (a, e, i, o, u) poate să prindă acest diacritic (rezultând în á, é, í, ó, ú). De asemenea, diereza rămâne în uz în trigrafele güe și güi pentru a indica u sonor (altfel, u în trigrafele gue și gui este mut).

## Lexic
Spaniola are un fond lexical moștenit din latina populară. A conservat și mulți termeni clasici, dispăruți în alte arii ale României: AVIS > ave (pasăre), COMEDERE > comer (a mânca), PERCONTARI > preguntar (a întreba), TAMMAGNUS > tamaño (talie, măreție). Există și urmași ai unor derivate latine nemaiîntâlnite în alte părți: CAPITIA > cabeza (cap), CORACIONE > corazón (inimă), AMARELLU(S) > amarillo (galben).

### Fondul preroman
Peninsula Iberică a fost locuită înainte de cucerirea romană de populații neindoeuropene și indoeuropene: liguri (neindoeuropeni), celți (indoeuropeni), iberi (neindoeuropeni), celtiberi (rezultați din fuziunea celților cu iberii), fenicieni, vascones (strămoșii bascilor, singurii care au rezistat până azi). De la aceste populații au rămas toponime și hidronime, prefixe și sufixe folosite în toate cele trei limbi iberice.
- Cuvintele celtice nu sunt în general originale, ci provenite din latină și întâlnite și în alte limbi romanice: carro (car), camisa (cămașă), cerveza (bere), arpenda (pogon), abedul (mesteacăn).
- Cuvinte basce: Basca a furnizat și după romanizare unele cuvinte, mai ales în Evul Mediu, prin ducatul Navarrei: izquierdo (stânga), chaparro (stejar verde), pizarra (ardezie), gabarra (barcă), cencerro (clopoțel).
- Cuvinte germanice: Cuvintele germanice au venit mai întâi prin latină: jábon < SAPONE. De la populațiile germanice (în principal vizigoți (409–711) și vandali) au pătruns în spaniolă cuvinte ca: albergo (hotel), espuela (pinten), guerra (război), robar (a fura), bruno (brun), rico (bogat), blanco (alb), fresco (nou), ganso (boboc de gâscă), aya (dădacă), falda (fustă), guisa (manieră), tregua (armistițiu), grapa (drug de fier, scoabă). Nume proprii: Alvaro, Alfredo, Adolfo, Fernando, Rodrigo etc. Toponime: Andalucia (< Portu Wandalusiu), Catalunya (Got + alan), Burgos (< burg).
- Cuvinte arabe: Arabii au stăpânit din 711 (când au trecut Gibraltarul conduși de Musa și Tariq) până în 1492 Peninsula Iberică, teritoriul controlat de ei restrângându-se treptat în fața mișcării de eliberare pornită din nord. În spaniolă există 4.000 de cuvinte de origine arabă (cu tot cu derivate), dintre care aproximativ 1.500 toponime (în portugheză sunt doar 400, ca și în franceză – aproximativ 420). Cuvintele arabe se folosesc în domenii diverse, fiind termeni referitori la cultură, civilizație, administrație, război, agricultură, industrie, știință. Multe dintre aceste cuvinte au trecut în patrimoniul universal: algebră, alcool, elixir, algoritm, cifră, zero, almanah, chimie, alchimie, hazard etc. Cuvinte de origine arabă în spaniolă sunt, de exemplu: arrabal (cartier), adive (șacal), aceituna (măslină), azucena (crin alb), aduana (vamă), azúcar (zahăr), alcalde (primar), alafia (iertare), naranja (portocală). Toponime și hidronime: Gibraltar < gebel Tariq („muntele lui Tariq”), Guadalquivir < Wadi-al-kabir („apă mare”), Guadalajara < Wadi + hajar („apă cu pietre”), Alhambra < hamra (roșu), Alcazar (palatul), Alcalá (cetatea), Algesiras < djazira („insulă verde”), Murcia < mursah (fortificat). Cele mai multe cuvinte de origine arabă au pătruns în spaniolă (și mai departe) având articolul hotărât al (as, ar) și se recunosc, ca atare, alcool, almanah, alchimie. Unele toponime au articol arab atașat unui cuvânt latin: Almonaster, Alpuente, Alfuente, Almonte. Există și situația inversă, în care un cuvânt arab primește articol hotărât din lat. ILLE: La Mancha („câmpie înaltă”).
- Împrumuturi iberice
  - din portugheză: chopo (plop), chubasco (belea), morriña (dor)
  - din catalană: paella (pilaf), seo (catedrală), ñao (navă, naos)
  - din spaniola americană, care la rândul său le-a luat de la limbile amerindiene:
    - din arhuaco: huracán (uragan), cacique (șef de trib), maíz (porumb), colibrí, caníbal
    - din nahuatl: tomate (roșie), chocolate (ciocolată), cacao, petaca (pungă de tutun), aguacate (avocado)
    - din quechua: pampa, cóndor, alpaca, guano, tabaco (tutun), canoa (canoe), papa (cartof)

  - galicisme (franceze și occitane) (mai puțin în Evul Mediu). Pătrunderea unora a fost facilitată de noul drum de pelerinaj către Santiago de Compostela el camino francés, pelerinii oprindu-se la mesones, hrănindu-se cu manjares (mâncăruri) și viandas (hrană, alimente), cu vinagre (oțet). Călugării erau numiți monjes. Alte cuvinte franceze au pătruns prin contactele de la curtea regilor spanioli cu aristocrația franceză: homenaje (omagiu), mensaje (mesaj), batallón (batalion), jefe (șef), coqueta (flirt), merengue, modista (croitoreasă), garaje (garaj).
  - italienisme (pătrunse mai ales în perioada Renașterii): balcón, novela (roman), diseño (desen decorativ), bisoño (soldat tânăr, neexperimentat).

## Fonetică
Prezentarea fonemelor limbii spaniole este foarte dificilă din cauza varietății dialectice. Tabelele de mai jos prezintă sunete care fac parte din standardul spaniol, dar pot să nu existe în unele dialecte din cauza proceselor fonetice precum yeísmo.

### Consoane
Tabelul mai jos afișează fonemele consonantice ale limbii spaniole.
|           |           | Bilabiale | Labio-dentale | Dentale  | Alveolare | Palatale | Velare   |
| --------- | --------- | --------- | ------------- | -------- | --------- | -------- | -------- |
| Nazale    | Nazale    | m ⟨m⟩     |               |          | n ⟨n⟩     | ɲ ⟨ñ⟩    |          |
| Oclusive  | surdă     | p ⟨p⟩     |               | t ⟨t⟩    | t ⟨t⟩     | tʃ ⟨ch⟩  | k ⟨c, q⟩ |
| Oclusive  | sonoră    | b ⟨b, v⟩  |               | d ⟨d⟩    | d ⟨d⟩     | ʝ ⟨y⟩    | ɡ ⟨g⟩    |
| Fricative | Fricative |           | f ⟨f⟩         | θ ⟨c, z⟩ | s ⟨s⟩     | ʝ ⟨y⟩    | x ⟨g, j⟩ |
| Vibrante  | Vibrante  |           |               |          | r ⟨r, rr⟩ |          |          |
| Bătute    | Bătute    |           |               |          | ɾ ⟨r⟩     |          |          |
| Laterale  | Laterale  |           |               |          | l ⟨l⟩     | ʎ ⟨ll⟩   |          |

În secolul XVI, sistemul consonantic al spaniolei a trecut prin câteva schimbări importante care l-au diferențiat de limbile vecine, precum portugheza sau catalana:
- /f/ la începutul cuvintelor s-a schimbat în /h/, care a devenit apoi mut (lat. FERRVM → sp. hierro, rom. fier, lat. FORMOSVS → sp. hermoso, rom. frumos).
- fricativa bilabială /β̞/ s-a unit cu oclusiva bilabială /b/, rezultând din lipsa de diferență între pronunția literelor b și v în spaniola contemporană (o excepție fiind unele arii ale Spaniei și Peru).
- fricativa alveolară sonoră /z/, fonemul separat în spaniola medievală, s-a unit cu echivalentul său surd /s/, rezultând din pronunția surdă a ambelor.
- fricativa postalveolară sonoră /ʒ/ s-a unit cu /ʃ/ și a evoluat în fricativa velară surdă /x/, scrisă ori ca j, ori ca g înainte e și i.
- africata alveolară sonoră /d͡z/ s-a unit cu echivalentul său surd /t͡s/ și a evoluat în fricativa dentală surdă /θ/, scrisă ori ca z, ori ca c înainte e și i. Totuși, în Andaluzia, Insulele Canare și America și acest sunet s-a unit cu /s/.

Sistemul consonantic al spaniolei medievale este bine păstrat în limba ladino, pentru că aceasta a devenit limbă separată înaintea schimbărilor prezentate mai sus.

### Vocale
| AFI         | Exemplu     | Însemnătate |
| Descendenți | Descendenți | Descendenți |
| ----------- | ----------- | ----------- |
| /ei/        | rey         | rege        |
| /ai/        | aire        | aer         |
| /oi/        | hoy         | azi         |
| /eu/        | neutro      | neutru      |
| /au/        | pausa       | pauză       |
| /ou/        | bou         | năvod       |
| Ascendenți  |             |             |
| /je/        | tierra      | pământ      |
| /ja/        | hacia       | către       |
| /jo/        | radio       | radio       |
| /ju/        | viuda       | văduvă      |
| /wi/        | fuimos      | fusesem     |
| /we/        | fuego       | foc         |
| /wa/        | cuadro      | tablou      |
| /wo/        | cuota       | normă       |

Spaniola are cinci vocale care pot apărea atât în silabe accentuate cât și în neaccentuate.
|          | Anterioare | Centrale | Posterioare |
| -------- | ---------- | -------- | ----------- |
| Închise  | [i]        |          | [u]         |
| Mijlocii | [e̞]        |          | [o̞]         |
| Deschise |            | [ä]      |             |

De asemenea, sistemul vocalic al spaniolei conține șase diftongi descendenți și opt ascendenți. Adițional, în vorbirea rapidă, vocalele în hiat devin diftongi sau, când reprezintă același sunet, fuzionează împreună.
Nazalizarea fonetică poate să aibă loc atunci când o vocală precede o silabă cu consoană nazală la sfârșit sau când apare între două consoane nazale.
Un /e̞/ epentetic este întrodus înaintea combinației /s/ + altă consoană la începutul cuvântului (escribir – a scrie, dar transcribir – a transcrie).

### Accentul
Spaniola este o limbă silabică, ceea ce înseamnă ca fiecare silabă are aceeași durată indiferent de accent. Se accentuează în general una dintre ultimele trei silabe ale cuvântului (există câteva excepții rare, unde este accentuată silaba a patra de la sfârșit). Iată tendințele generale de accentuare:
- cuvintele care se sfârșesc cu vocale sau /s/ au accentul pe penultima silabă;
- cuvintele care se sfârșesc cu alte consoane au accentul pe ultima silabă;
- silaba a patra de la sfârșit se accentuează rar, doar atunci când cliticul urmează formele verbale anumite.

Accentul grafic servește și pentru a distinge cuvintele omofone, cu înțeles diferit: aún (încă) – aun (chiar și). Fiecare excepție este marcată folosind accentul ascuțit.
| Cuvinte                | Agudas                              | Llanas                                               | Esdrújulas                                 |
| ---------------------- | ----------------------------------- | ---------------------------------------------------- | ------------------------------------------ |
| sunt acelea în care... | ...silaba tonică este ultima silabă | ...silaba tonică este penultima silabă               | ...silaba tonică este antepenultima silabă |
| Când poartă accent?    | Când se termină în vocală, n, s...  | Când se termină în consoană, cu excepția lui n, s... | Tot timpul poartă accent                   |
| Exemple...             |                                     |                                                      |                                            |
| pastor                 | Estrella                            | teléfono                                             |                                            |
| Botón                  | lápiz                               | brújula                                              |                                            |
| café                   | fácil                               | película                                             |                                            |

## Gramatică
Fiindcă atât spaniola, cât și româna, sunt limbi romanice derivate din limba latină, ele împărtășesc multe caracteristici gramaticale, dar din cauza dezvoltării diferite uzul formelor moștenite variază.
Spaniola este o limbă relativ flexionară, având conjugarea foarte complicată, în schimb lipsește aproape în întregime flexiunea celorlalte părți de vorbire. Se folosesc multe prepoziții și se pune adjectivul după substantiv. Spre deosebire de română, în spaniolă atât articolele hotărâte cât și cele nehotărâte sunt proclitice. Tipologia sintaxei este de obicei SVO, dar schimbările sunt comune. Astfel ca majoritatea limbilor romanice, în spaniolă se poate pierde pronumele personal, când nu este necesar din punct de vedere al contextului.

### Verbe
Flexiunea verbelor în spaniolă este una dintre cele mai complexe arii ale gramaticii spaniole. La fel ca în limba română, verbele limbii spaniole conțin informații mult mai multe decât în limba engleză, printre care: timp, număr (singular și plural), persoană, politețe (tu/dumneavoastră), mod, aspect și diateză. Există 16 paradigme distincte de conjugare a verbelor în limba spaniolă (seturi de forme pentru fiecare combinație de timp și mod – timpul se referă la când are loc acțiunea, iar modul la siguranța sau nesiguranța subiectului), plus o paradigmă incompletă (imperativul), precum și trei forme non-temporale (infinitiv, gerunziu și participiu trecut). Cele 14 timpuri regulate sunt de asemenea divizate în șapte timpuri simple și șapte timpuri compuse (cunoscute ca timpul perfect). Cele șapte timpuri compuse sunt formate cu verbul auxiliar haber urmat de participiul trecut. Verbele pot fi folosite în alte forme, cum ar fi prezentul progresiv, dar în tratatele de gramatică acesta nu este de obicei tratat ca un timp special, ci mai degrabă ca o construcție verbală perifazică. Majoritatea celor mai folosite verbe sunt neregulate. Celelalte se împart în trei conjugări regulate, în funcție de terminația infinitivului: -ar, -er sau -ir. Verbele -ar sunt cele mai numeroase și mai regulate; de obicei verbele noi adoptă forma -ar. Verbele -er și -ir sunt mai puține și includ mai multe verbe neregulate.
În cazul limbii spaniole există trei modele de conjugare simple:
|                     | Conjugarea I (verbe terminate în -ar) | Conjugarea a II-a (verbe terminate în -er) | Conjugarea a III-a (verbe terminate în -ir) |
| ------------------- | ------------------------------------- | ------------------------------------------ | ------------------------------------------- |
| Yo                  | -o                                    | -o                                         | -o                                          |
| Tú                  | -as                                   | -es                                        | -es                                         |
| El/Ella/Usted       | -a                                    | -e                                         | -e                                          |
| Nosotros            | -amos                                 | -emos                                      | -imos                                       |
| Vosotros            | -áis                                  | -éis                                       | -ís                                         |
| Ellos/Ellas/Ustedes | -an                                   | -en                                        | -en                                         |

Tabelul mai jos indică similarități în conjugarea cuvintelor derivate din latinescul CANTARE între spaniolă și alte limbi romanice. Se poate observa că modelul flexiunii este aproape identic cu cel în portugheză.
| latină →                                      | spaniolă                                   | portugheză                                 | catalană                                | franceză                                        | retoromană                                     | italiană                                   | română                                | sardă                                         |
| --------------------------------------------- | ------------------------------------------ | ------------------------------------------ | --------------------------------------- | ----------------------------------------------- | ---------------------------------------------- | ------------------------------------------ | ------------------------------------- | --------------------------------------------- |
| CANTO CANTAS CANTAT CANTAMUS CANTATIS CANTANT | canto cantas canta cantamos cantáis cantan | canto cantas canta cantamos cantais cantam | canto cantes canta cantem canteu canten | chante chantes chante chantons chantez chantent | chant chantas chanta chantain chantais chantan | canto canti canta cantiamo cantate cantano | cânt cânți cântă cântăm cântați cântă | canto cantas cantat cantamus cantades cantant |

### Substantive
Spaniola are substantive care descriu obiecte concrete, grupuri și clase de obiecte, calități, sentimente etc. La fel ca în română, fiecare dintre ele poate să fie numărabil și nenumărabil și este sau masculin sau feminin. Se consideră că genul neutru a dispărut din toate limbile romanice în afară de română, dar spaniola are o variantă a articolului hotărât neutru, lo. Lo nu acompaniază un substantiv, dar poate preceda un adjectiv care are valoare de substantiv, pentru a exprima o idee generală, abstractă. Substantivele numărabile au formă separată pentru plural, indicată utilizând sufixul -s.

### Adjective și adverbe
În general, în spaniolă se folosesc adjectivele și adverbele în același mod ca în română și aproape fiecare altă limba indo-europeană. Adverbele simple au, totuși, formă separată de adjective, creată prin adăugarea sufixului -mente la adjectivul feminin (de exemplu afortunada – norocosă → afortunadamente – din fericire). Această paradigmă este comună limbilor romanice occidentale și poate de asemenea fi găsită în română, în cazul adverbelor precum actualmente.

### Determinante
În spaniolă se folosesc articolele hotărâte și nehotărâte, pronumele demonstrative, pronumele posesive, pronumele interogative, numerale cardinale, numerale ordinale și numerale nehotărâte ca cuvinte determinante, la fel ca în română. Majoritatea lor nu formează un subiect de declinare, dar există excepții care urmează modelul declinării al adjectivelor, precum numeralul un.